# 岡谷繁実
岡谷 繁実（おかのや しげざね、天保6年3月12日（1835年4月9日） - 大正9年（1920年）12月9日）は、上野館林藩士。通称は鈕吾。別名に斯波弾正。
江戸で高島流砲術を学び、その後水戸に遊学し、江戸昌平黌に学ぶ。幕末、館林藩主秋元志朝が長州藩と血縁関係であったため、勤王活動家として活動した。尊皇派の公家高松実村（高松保実の継嗣）の家老職を名乗り、偽勅使事件（高松隊）の中心人物の一人として、信濃国や甲斐国で諸大名や町家から金品を接収した。事件後は謹慎処分で済まされた。
安政元年（1854年）から明治2年（1869年）にかけて、戦国時代から江戸時代までの192人に及ぶ武将たちのエピソードを記した『名将言行録』を著述した。

## 経歴
- 1835年（天保6年）、山形城内に生れる。
- 1847年（弘化4年）、家督を継ぐ。
- 1854年（安政元年）、『名将言行録』起稿
- 1860年（万延元年）、藩の許しなく上京、朝廷に攘夷を建言し、勅使の東下を請願する。
- 1861年（文久元年）、無断上京の罪により降格処分を受ける。
- 1863年（文久3年）2月、世子秋元礼朝の侍講となる。12月、中老役になり、雄略天皇山陵修復を行う。
- 1864年（元治元年）2月、征長回避を周旋する。4月、藩命により長州に赴くが、そのため幕府の嫌疑を蒙り、10月に藩から禄を奪われ蟄居を命ぜられ、武州深谷に居を移す。
- 1868年（明治元年）、大坂遷都に反対し、蝦夷地経営に適する江戸への遷都を建白した（同年7月、東京奠都の形で実現する）。高松保実に仕え高松家の家老となる。小沢一仙と共に保実を擁して高松隊を名乗り、家老職として信濃国や甲斐国で徴発行為を行い参加者を増やしたが、無許可出兵であったため帰還を命ぜられる。
- 1869年（明治2年）、岩代国巡察使に随行して会津へ赴任、8月、若松県大参事に転ずる、9月、会津松平家再興を建言、10月、知人の罪への関与を疑われ広島藩預かりとなる、11月、知人に連座して免官、この頃、『名将言行録』初版刊行、その後も増補改訂を続ける。
- 1874年（明治6年）、水沢県七等出仕として復官。
- 1878年（明治11年）、内務省出仕を経て修史館御用掛に転ずる。
- 1886年（明治19年）、退職。
- 1892年（明治25年）、史談会幹事となる。
- 1900年（明治33年）、『皇朝編年史』刊行。
- 1911年（明治44年）、続巻を含む『名将言行録』増補版刊行。
- 1920年（大正9年）12月9日、病没。